# Élections législatives luxembourgeoises de 1899
Les élections législatives de 1899 ont eu lieu au scrutin indirect le 13 juin 1899 afin de renouveler vingt-et-un des quarante-cinq membres de la Chambre des députés. 
Les électeurs du canton de Luxembourg se rendent aux urnes afin d'élire un quatrième député en raison de l'accroissement de la population de ce canton.

## Composition de la Chambre des députés
| Circonscription | Sièges | Députés                            |
| --------------- | ------ | ---------------------------------- |
| Capellen        | 3      | Edouard Hemmer (lb)                |
| Capellen        | 3      | Jacques Schmitz (lb)               |
| Capellen        | 3      | Théodore Risch (lb)                |
| Clervaux        | 3      | Émile Prüm (lb)                    |
| Clervaux        | 3      | Jean-Pierre Jérôme Thinnes (lb)    |
| Clervaux        | 3      | Nicolas Cariers                    |
| Diekirch        | 4      | Pierre Pemmers (lb)                |
| Diekirch        | 4      | Émile Salentiny (lb)               |
| Diekirch        | 4      | Félix de Blochausen                |
| Diekirch        | 4      | Frédéric François                  |
| Grevenmacher    | 3      | Philippe Bech (lb)                 |
| Grevenmacher    | 3      | Jean-Baptiste Didier (lb)          |
| Grevenmacher    | 3      | Félix Putz (lb)                    |
| Luxembourg      | 4      | Charles-Jean Simons (lb)           |
| Luxembourg      | 4      | Robert Brasseur (lb)               |
| Luxembourg      | 4      | Émile Mousel                       |
| Luxembourg      | 4      | Léon Rischard                      |
| Redange         | 3      | Émile-François-Jean-Nicolas Lenger |
| Redange         | 3      | Léopold Bian (lb)                  |
| Redange         | 3      | Pierre Hemes                       |
| Vianden         | 1      | Nicolas-Victor Hess                |